# Élections cantonales françaises de 1907
Des élections cantonales ont été organisées en France les 28 juillet et 4 août 1907.

## Tableau récapitulatif des résultats pour les conseils généraux
| Partis politiques ou coalitions | Partis politiques ou coalitions  | Sortants | Premier tour | Second tour | Total | Total |
| Partis politiques ou coalitions | Partis politiques ou coalitions  | Sortants | Sièges       | Sièges      | Total | Total |
| ------------------------------- | -------------------------------- | -------- | ------------ | ----------- | ----- | ----- |
|                                 | SFIO                             | 24       | 19           | 11          | 30    | 6     |
|                                 | Socialistes indépendants         | 19       | 17           | 6           | 23    | 4     |
|                                 | Radicaux et radicaux-socialistes | 558      | 565          | 70          | 635   | 77    |
|                                 | Républicains de gauche           | 304      | 299          | 19          | 318   | 14    |
|                                 | Progressistes                    | 210      | 137          | 15          | 152   | 58    |
|                                 | Conservateurs                    | 292      | 254          | 15          | 269   | 23    |
|                                 | Nationalistes                    | 31       | 10           | 2           | 12    | 19    |
|                                 |                                  |          |              |             |       |       |
| Total                           | Total                            | 1 439    | 1 301        | 138         | 1 439 |       |

### Sources et bibliographie
- L'Ouest-Éclair - Le Temps - Le Radical